# Florine (personnage)
Florine, née en 1803, est un personnage de La Comédie humaine d'Honoré de Balzac. C'est une lorette que l'on retrouve dans de nombreux ouvrages de La Comédie humaine, le type même de la femme entretenue et sans scrupules.

## Biographie du personnage
À treize ans, elle est déjà comparse dans un théâtre de boulevard et à quinze ans, elle devient la maîtresse d'Étienne Lousteau. Elle a ensuite pour amant le marquis du Rouvre qui dépense une grande partie de sa fortune pour elle, puis des Grassins, qu'elle ruine, puis le droguiste Matifat qui complète son train de vie luxueux.
En 1822, Lucien de Rubempré écrit sur elle un article élogieux grâce auquel elle est engagée au Panorama-Dramatique. Lucien prend part aux orgies organisées par elle dans son luxueux appartement où se côtoient Andoche Finot, Raoul Nathan, dont elle tombe amoureuse, et Philippe Bridau à qui elle donne de l'argent. Après avoir refusé d'épouser Désiré Minoret-Levrault en 1829, elle retombe dans la catégorie des comédiennes de second ordre, et en 1833, elle est « actrice à la recette ». Pour aider son amant Raoul Nathan, elle vend ses meubles et quitte le luxueux appartement que lui avait offert lord Dudley pour habiter rue Pigalle. Jean-Jacques Bixiou raconte, dans La Maison Nucingen, qu'elle a enfin rencontré le succès dans une pièce écrite par Raoul Nathan. Furieuse d'apprendre par Félix de Vandenesse que Nathan a cherché à séduire Marie-Angélique de Vandenesse, elle finit par épouser Raoul en 1845, dans Les Comédiens sans le savoir.
Florine apparaît dans :
- Illusions perdues
- Une fille d'Ève
- César Birotteau
- Le Lys dans la vallée
- La Muse du département
- La Rabouilleuse
- Modeste Mignon
- Splendeurs et misères des courtisanes
- Ursule Mirouët
- Les Employés ou la Femme supérieure
- Un début dans la vie
- La Maison Nucingen
- Le Cousin Pons
- La Cousine Bette
- Béatrix

Pour les références, voir :